# Eder (dopływ Fuldy)
Eder – rzeka w Niemczech w dorzeczu Wezery; 177 kilometrów długości. Jedna z najczystszych rzek Hesji.